# Municipio de Washington (condado de Wyoming)
El municipio de Washington (en inglés: Washington Township) es un municipio ubicado en el condado de Wyoming en el estado estadounidense de Pensilvania. En el año 2000 tenía una población de 1.306 habitantes y una densidad poblacional de 27 personas por km².

## Geografía
El municipio de Washington se encuentra ubicado en las coordenadas 41°35′00″N 76°00′59″O / 41.58333, -76.01639.

## Demografía
Según la Oficina del Censo en 2000 los ingresos medios por hogar en la localidad eran de $37,390 y los ingresos medios por familia eran $40,855. Los hombres tenían unos ingresos medios de $32,000 frente a los $21,250 para las mujeres. La renta per cápita para la localidad era de $16,655. Alrededor del 12,7% de la población estaban por debajo del umbral de pobreza.